# 安杰拉·奥索布鲁克斯
安杰拉·德尼丝·奥索布鲁克斯（英語：Angela Deneece Alsobrooks，1971年2月23日—），生于美国马里兰州休特蘭，美国律师、政治人物，民主党党员，現任马里兰州聯邦參議員。曾任马里兰州乔治斯王子县县长，2010年至2018年曾两届担任该县州检察官。奥索布鲁克斯是乔治斯王子县的首任女性县长，也是马里兰州历史上第一位黑人女性县长。
奥索布鲁克斯于2024年参加馬里蘭州聯邦參議員選舉，在民主党初选中击败了联邦众议员戴维·特朗，並于大选中击败共和黨籍的前州长拉里·霍甘。